# Cobequid Mountains
Cobequid Mountains är en bergskedja i Kanada.   Den ligger i provinsen Nova Scotia, i den östra delen av landet, 900 km öster om huvudstaden Ottawa.
I omgivningarna runt Cobequid Mountains växer i huvudsak blandskog. Runt Cobequid Mountains är det mycket glesbefolkat, med 4 invånare per kvadratkilometer.